# Zuid-Bevelands
Het Zuid-Bevelands is het onderdialect van het Zeeuws dat wordt gesproken op het voormalige eiland Zuid-Beveland. De dialecten van de Walcherse dorpen Arnemuiden en Nieuw- en Sint Joosland worden op grond van hun klanken ook wel bij het Zuid-Bevelands ingedeeld.

## Plaatsbepaling, verdere indeling, kenmerken
Met het Walchers worden de Zuid-Bevelandse dialecten wel als Midden-Zeeuws gegroepeerd. Een algemeen verschil met het Walchers is dat de Zuid-Bevelandse dialecten zich meer dan de Walcherse zelfstandig, zonder veel interferentie van het Hollands, hebben ontwikkeld, en daardoor veel van alle andere Zeeuwse dialecten afwijken.
Men deelt het Zuid-Bevelands vaak weer verder op in het Goes (uit Goes en omstreken), het Zakkers (uit de Zak van Zuid-Beveland, ruwweg gelijk aan de gemeente Borsele) en het Oost-Zuid-Bevelands.
In het algemeen kan gezegd worden dat de Zeeuwse ae zich in het Zuid-Bevelands ontwikkeld heeft tot een î. Het Standaardnederlandse waar klinkt dan ook in de meeste dialecten als waer, maar op Zuid-Beveland als wîr; in enkele dorpen zelfs als wir. Het prefix voor voltooide deelwoorden is -e, niet ge-, en het suffix "-ing" verschijnt in zijn oude nevenvorm -ege, in plaats van het Walcherse -ienge. De g wordt nog zwakker uitgesproken dan elders in Zeeland en verandert vaak geheel in een h.
De dialecten uit het noordwesten van het eiland wijken relatief het minste af van het andere Zeeuws. Het Oost-Zuidbevelands onderscheidt zich door de lettergreepdragende nasaal: het uitspreken van de uitgang -en als enkel een n, die middels progressieve assimilatie in een m of ng kan veranderen, zoals in de meeste Nedersaksische dialecten.

## Dialectbehoud en -cultivatie
Zuid-Beveland is nog altijd zeer agrarisch van karakter en de dorpsgemeenschappen zijn redelijk intact. Als gevolg daarvan houden veruit de meesten vast aan het dialect. In de communicatie met mensen uit andere dorpen wordt er echter al gauw op het Nederlands overgeschakeld, omdat men de onderlinge dialectverschillen als hinderlijk ervaart.
Binnen Zeeland loopt Zuid-Beveland voorop in het zingen en schrijven in de streektaal. Boerenrockbands naar het voorbeeld van Normaal zijn Surrender en Du Driefstang, bekende troubadours zijn Engel Reinhoudt en Peter Dieleman. Zij kunnen op een redelijk grote aanhang rekenen.